# Uhthoff-Phänomen
Als Uhthoff-Phänomen im ursprünglichen Sinne wird  eine nach körperlicher Anstrengung auftretende vorübergehende Verschlechterung der Sehschärfe bei der Multiplen Sklerose (MS) bezeichnet. Das Phänomen wurde von dem Augenarzt Wilhelm Uhthoff (1853–1927) erstmals beschrieben. Zugrunde liegt eine reversible Blockierung der Leitfähigkeit des vorgeschädigten Sehnervs als Folge einer Erhöhung der Körpertemperatur.
Als Uhthoff-Phänomen im weiteren  Sinne wird auch die vorübergehende Verschlechterung neurologischer MS-Symptome bei einer Erhöhung der Körpertemperatur (z. B. bei  Fieber, heißen Bädern oder in der Sauna) bezeichnet. Betroffen sind mehr als 80 % der an MS Erkrankten. Als Ursache wird auch hier eine temperaturbedingte Verschlechterung der Leitfähigkeit demyelinisierter Axone angenommen. Das Uhthoff-Phänomen kann auch bei anderen demyelinisierenden Erkrankungen auftreten.
Tatsächlich fand ein sogenannter Heißbad-Test im 20. Jahrhundert breite diagnostische Verwendung. Da in Einzelfällen jedoch die durch die Körpertemperaturerhöhung ausgelöste Verschlechterung der Symptome nicht reversibel war, ist dieser Test heute obsolet.
Weil es von einem Erkrankungsschub abgegrenzt werden muss, bleibt das Uhthoff-Phänomen auch heute klinisch bedeutsam. Eine Verschlechterung des Zustandes von MS-Patienten aufgrund von Hitze oder Anstrengung wird auch als Pseudoschub bezeichnet.

## Therapie
Die Prophylaxe besteht in der Vermeidung erheblicher körperlicher Anstrengungen sowie in der Vermeidung von Umständen, die die Körpertemperatur erhöhen (z. B. Sauna, heiße Bäder, hohe Außentemperaturen usw.). Die symptomatischen Beschwerden können auch durch das Tragen von Kühlbekleidung wie Kühlwesten, Kühlhauben oder Kühlstrümpfen begrenzt werden. Auch bereits persistente Einschränkungen können durch Kühlung günstig beeinflusst werden.